# جعفر صادق باشا

الحكمدار اللواء جعفر صادق باشا جنكات، أعظم قادة المدفعيّة في الجيش المصري.
اسمه في الأصل جركس جعفر أغا الجركسي، وقد غيرّه إلى اسم جعفر صادق. تخرّج من المدرسة الحربية والتحق بالجيش المصري وصار يترقّى بالرتب إلى أن نال رتبة اللواء. شارك بفعالية كبيرة في حروب الجيش المصري ضد الدولة العثمانية كقائد متميّز للمدفعية المصرية، وإليه يُعزى الفضل في انتصار الجيش المصري على الجيش العثماني في معركة نصيبين أو نزيب الفاصلة. وقد ارتبطت هذه المعركة الفاصلة في تاريخ مصر باسم اللواء جعفر صادق باشا ورفعته إلى مصاف كبار القادة العسكريين العظام.
عُيّن في عام 1850م مديراً للشرقية، ثم مديراً للقليوبية ثم مديراً للدقهلية عام 1851م، ثم محافظاً للسويس عام 1852م، ثم أميراً للحج، فرئيساً لمجلس طنطا ورئيسا لمجلس استئناف قبلي. عُيّن حكمداراً للسودان في عام 1856م، وتمّ في عهده فتح فاشودة، وأُخمدت الثورة التي شبّت بين الجنود السودانيين المرابطين في كسلا. عاد إلى مصر عام 1866م بسبب مرضه وعُيّن رئيسا لمجلس استئناف قبلي في محافظة أسيوط، ثم وكيلا لمجلس الأحكام، فرئيسا لمجلس أول تفتيش زراعة الوجه البحري.
تولّى رئاسة مجلس الأحكام عام 1879م، واستقال من العمل الحكومي عام 1884م بسبب تقدمه في السن. كان عضواً في جمعية المعارف التي أسّسها محمد عارف باشا عام 1868م لنشر الثقافة والعلوم عن طريق التأليف والترجمة والنشر. وهو والد دولة الرئيس حسين فخري باشا جنكات أحد رؤساء الوزارات السابقين في مصر.